# Стоян Бакърджиев (награда)
Националната награда за художествен превод „Стоян Бакърджиев“ е учредена през 2000 г. Присъжда се веднъж на три години в навечерието на 9 март, тъй като на тази дата през 1929 г. в Пазарджик е роден българският творец и преводач, на чието име е кръстен конкурсът.
С наградата се отличават български преводачи. По изключение наградата може да се присъжда на чужди преводачи – българисти, за особени заслуги към българското художествено слово.
На носителя на наградата се връчват диплом и сумата от 2000 лв.
Съгласно статута на наградата е обявен и съпътстващ конкурс за превод. Той е за участници от Пазарджик и е в две категории - за възрастни и средношколци.

## Лауреати
- 2000 – Георги Мицков[1]
- 2004 – Александър Миланов и Дьорд Сонди[1]
- 2007 – Лилия Сталева и Александър Шурбанов[1]
- 2010 – Мария Генова и Надя Попова[1]
- 2013 – Кирил Кадийски[2][3]
- 2016 – Иглика Василева (жури в състав Митко Новков, Андрей Захариев и Недялко Славов)[4]
- 2019 – Жела Георгиева (жури в състав проф. Александър Шурбанов, Митко Новков и Иглика Василева)[5][6]
- 2021 - липсват данни